# Robert Mallet
Robert Mallet, FRS, (* 3. Juni 1810 in Dublin; † 5. November 1881 in Clapham, London) war ein irischer Geophysiker, Bauingenieur und Erfinder, der sich durch seine Arbeit auf dem Gebiet der Erdbebenforschung auszeichnete. Er wird manchmal als „Vater der Seismologie“ bezeichnet, und ihm wird der Begriff ‚Seismologie‘ zugeschrieben, ebenso wie andere verwandte Fachbegriffe, die er in seinen Arbeiten gebrauchte, so etwa ‚Isoseistenkarte‘. Auf ihn geht auch die Bezeichnung ‚Epizentrum‘ zurück.

## Kindheit und Jugend
Mallet wurde in Dublin als Sohn des Fabrikanten John Mallet geboren. Seine Schulbildung erhielt er am Trinity College in Dublin, dem er im Alter von 16 Jahren beitrat und wo er als Zwanzigjähriger seinen Abschluss erhielt.

## Berufsleben
Nach seiner Graduierung trat er der Eisengießerei seines Vaters bei, die er zusammen mit ihm in eine führende Position in Irland brachte. Das Unternehmen lieferte Eisenguss für Eisenbahngesellschaften, für den Bau des Fastnet Rock-Leuchtturms südwestlich von Cape Clear Island und den einer Drehbrücke über den River Shannon bei Athlone. Mallet half außerdem bei der Anfertigung der charakteristischen Geländer mit, die das Trinity College umgeben; sie tragen den Familiennamen an ihrer Basis.
1832 wurde Mallet im jungen Alter von 22 in die Royal Irish Academy gewählt. 1835 schrieb er sich außerdem bei der British Association for the Advancement of Science ein, die später einen großen Teil seiner Forschungen auf dem Gebiet der Seismologie finanzierte. 1838 wurde er Mitglied der Royal Geological Society of Ireland auf Lebenszeit, und war zwischen 1846 und 1848 ihr Präsident. 1869 wurde er zum korrespondierenden Mitglied der Göttinger Akademie der Wissenschaften gewählt.

### Seismologisches Werk
Am 9. Februar 1846 präsentierte er der Royal Irish Academy seine Arbeit "The Dynamics of Earthquakes", die als eine der Grundlagen der modernen Seismologie gilt. In den Jahren 1852 bis 1858 bereitete er mit der Hilfe seines Sohnes John William Mallet den Erdbebenkatalog der British Association vor (The Earthquake Catalogue of the British Association), der 1858 erschien und die bekannten Erdbeben auflistete sowie ihre Auswirkungen beschrieb. In dieser Zeit führte er außerdem Explosionsexperimente durch, um die Laufzeit seismischer Wellen in Locker- und Festgesteinen zu bestimmen.
Am 16. Dezember 1857 wurde die Umgebung von Padula in Italien von einem Erdbeben verwüstet, das mehr als 11.000 Tote forderte und als das Basilicata-Erdbeben von 1857 oder Großes Erdbeben von Neapel in die Geschichte eingegangen ist. Es war damals das bislang drittstärkste bekannte Erdbeben, seine Magnitude wird heute auf 6,5 geschätzt. Mallet tätigte mit der Unterstützung von Charles Lyell und Charles Darwin eine Eingabe bei der Royal Society of London, und erhielt eine Unterstützung in der Höhe von 150 Pfund, um nach Padua zu reisen und die Zerstörungen aus erster Hand zu dokumentieren. Der Ergebnisbericht wurde der Royal Society unter dem Titel Report on the Great Neapolitan Earthquake of 1857 präsentiert. Es war eine größere wissenschaftliche Abhandlung, in der Mallet regen Gebrauch von der neuen Erfindung der Photographie machte, um die Verwüstungen zu dokumentieren. Aufbauend auf seinem Bericht erarbeitete Mallet ein zweibändiges Werk, das 1862 unter dem Titel Great Neapolitan Earthquake of 1857: The First Principles of Observational Seismology erschien. In diesem Buch brachte er Argumente vor, die darauf hinwiesen, dass das Zentrum des Erdbebens etwa acht bis neun geografische Meilen unterhalb der Erdoberfläche gelegen haben musste.
Eine wichtige Arbeit Mallets war das Werk Volcanic Energy: an Attempt to develop its True Origin and Cosmical Relations, in dem er versuchte zu zeigen, dass vulkanische Hitze auf die Auswirkungen von Zusammendrücken, Verdrehung und anderen Störungen der Erdkruste zurückgehen könnten. Diese Störungen führten zur Entstehung von senkrechten Bruchlinien, in die das Niederschlagswasser eindringen könne. Bei einer genügend großen Eindringtiefe des Wassers sei dann ein Vulkanausbruch durch die Dampf- oder Lavaeruption die Folge.

### Sonstige Arbeiten

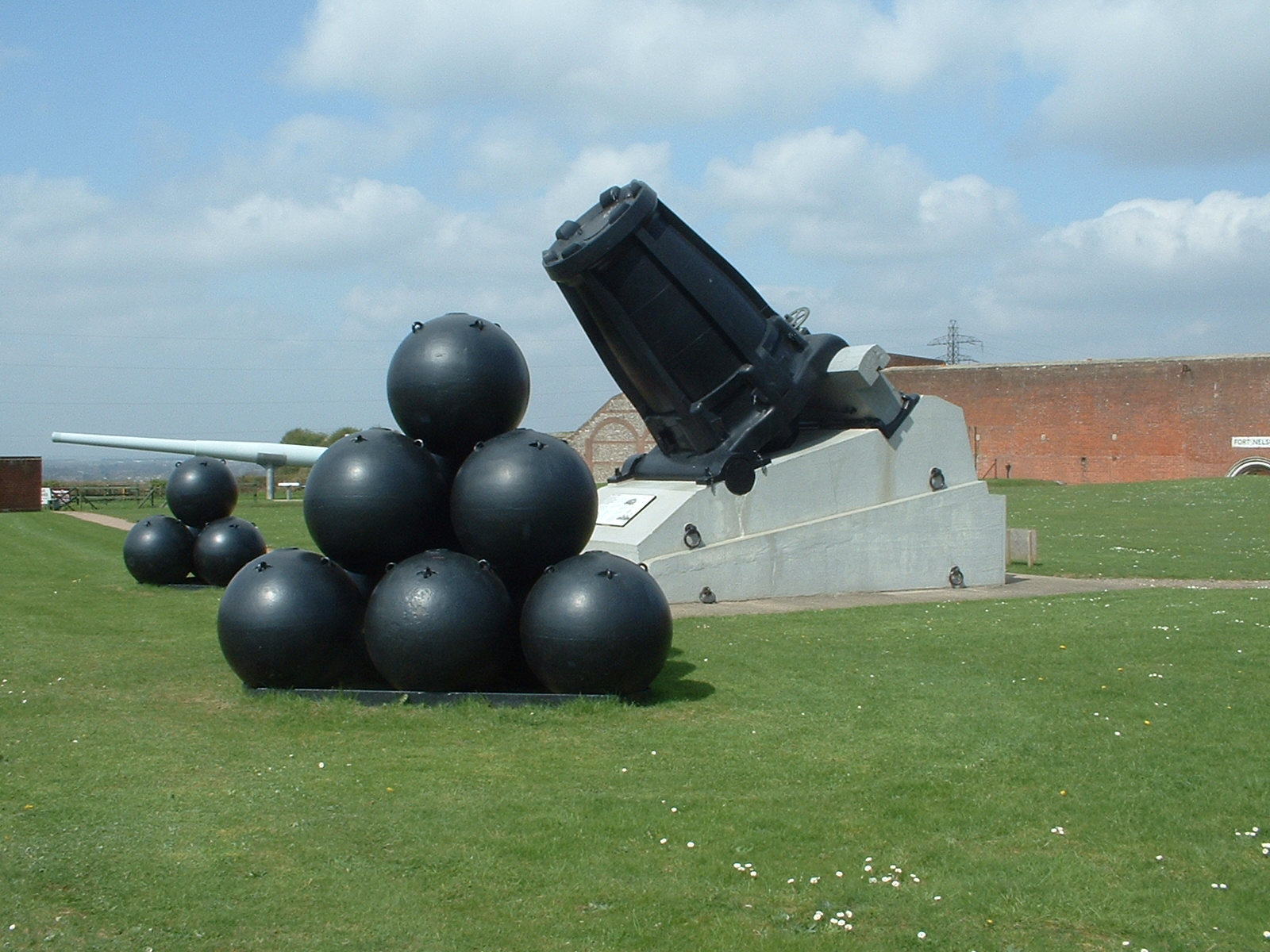
Mallets Mörser mit 36-Inch-Granaten, die 217 kg Schießpulver fassen konnten

Während des Krimkrieges entwarf er einen 43 Tonnen schweren Mörser mit einem Kaliber von 36 Inch (914 mm), der unter dem Namen Mallet's Mortar bekannt wurde. Der Mörser konnte Granaten mit einem Gewicht von 1,1 Tonnen über eine Entfernung von 2,4 km schleudern. Der Mörser wurde in Einzelteilen gefertigt, die den Transport der schweren Waffe erleichtern sollten; seine Entwicklung kam jedoch zu spät, um ihn einzusetzen. Ein Exemplar wurde auf dem Gelände der Basis der Royal Artillery in Woolwich aufgestellt, ein weiteres steht vor den Royal Armouries in Fort Nelson bei Portsmouth.
Im Brückenbau fanden die von ihm entwickelten schmiedeeisernen Buckelplatten weit verbreitete Anwendung.

## Alter und Tod
Während der letzten sieben Jahre seines Lebens war er blind. Mallet starb am 5. November 1881 in Clapham und ist auf dem West Norwood Cemetery in London begraben.

## Ehrungen
Mallet wurde 1854 zum Fellow of the Royal Society gewählt und zog 1861 nach London. Er wurde 1859 mit der Telford-Medaille der Institution of Civil Engineers ausgezeichnet, und 1877 mit der höchsten Auszeichnung der Geological Society of London, der Wollaston-Medaille.
Der Mondkrater Mallet ist nach ihm benannt.

## Schriften
- Mallets Bericht über die atmosphärische Eisenbahn von Dublin nach Dalkey in Irland, ausgeführt und in Betrieb gesetzt von den Herren Clegg und Samuda. Lange, Darmstadt 1844 Digitalisat